# Ларс, Фридрих
Иоганн Людвиг Фридрих Ларс (нем. Friedrich Lahrs; 11 июля 1880 — 14 апреля 1964) — немецкий архитектор, историк архитектуры, профессор Кёнигсбергской академии художеств.

## Биография
Фридрих Ларс родился в Кёнигсберге 11 июля 1880 года. Учился в Лёбенихтстской реальной гимназии Кёнигсберга, затем — в Высшей технический школе Шарлоттенбурга (рядом с Берлином), которую окончил с отличием. Сначала работал правительственным производителем работ в управлении надземного строительства, а затем, до 1908 года, — ассистентом в Высшей технической школе в Берлине.
В 1906 году получил премию имени Шинкеля. В 1908 году по приглашению директора Кёнигсбергской академии художеств Людвига Деттмана начал работать преподавателем на кафедре архитектуры, а в 1911 году стал профессором академии.
Во время Первой мировой войны три года служил в действующей армии.
Хотя Ларс при проектировании работ обычно использовал простые, прагматичные формы, он не стал бескомпромиссным приверженцем модернистской архитектуры, использовал элементы классицизма.
В 1934 году покинул академию и стал свободным архитектором. Его вынудили уйти в отставку, чтобы отдать место руководителя кафедры архитектору с членством в национал-социалистической партии Курту Фрику. Занимался художественным оформлением трамвайных вагонов и электрических столбов.
Был женат с 1911 года, имел трёх дочерей.
Вместе с семьёй Ларс навсегда покинул Кёнигсберг 28 января 1945 года. После войны он сначала жил в Тунингене, а с 1953 года — в Штутгарте.
По памяти писал акварелью пейзажи Кёнигсберга.
Фридрих Ларс погиб в автокатастрофе в Тунингене в 1964 году.

## Основные спроектированные объекты вВосточной Пруссии
- Вилла в стиле неоклассицизма владельца гороховой мельницы Соломона Винтера на Каштановой аллее (после войны — здание управления Западного речного пароходства), 1911—1912, и другие виллы в районе Амалиенау
- Выставочный зал искусств, построенный к столетию освобождения Пруссии от Наполеона (теперь — магазины и склады около Центрального рынка и башни Врангеля), 1913
- Новое здание Кёнигсбергской академии художеств в Ратсхофе (ныне — средняя школа № 21), 1909—1919
- Не сохранившийся памятник погибшим от взрыва на заводе боеприпасов в Ротенштайне, 1921

- Мемориальный портик «Стоа кантиана» Иммануила Канта у Кафедрального собора, сооружённый к 200-летию со дня рождения великого философа, 1923—1924
- Кирха лютеранского прихода поселка Гросс Баум в округе Лабиау (ныне Дом культуры в посёлке Сосновка Полесского района), 1923—1926
- Здание финансового управления провинции Восточная Пруссия (в настоящее время — «Красный дом» — здание областного правительства на улице Дмитрия Донского, 1), 1928

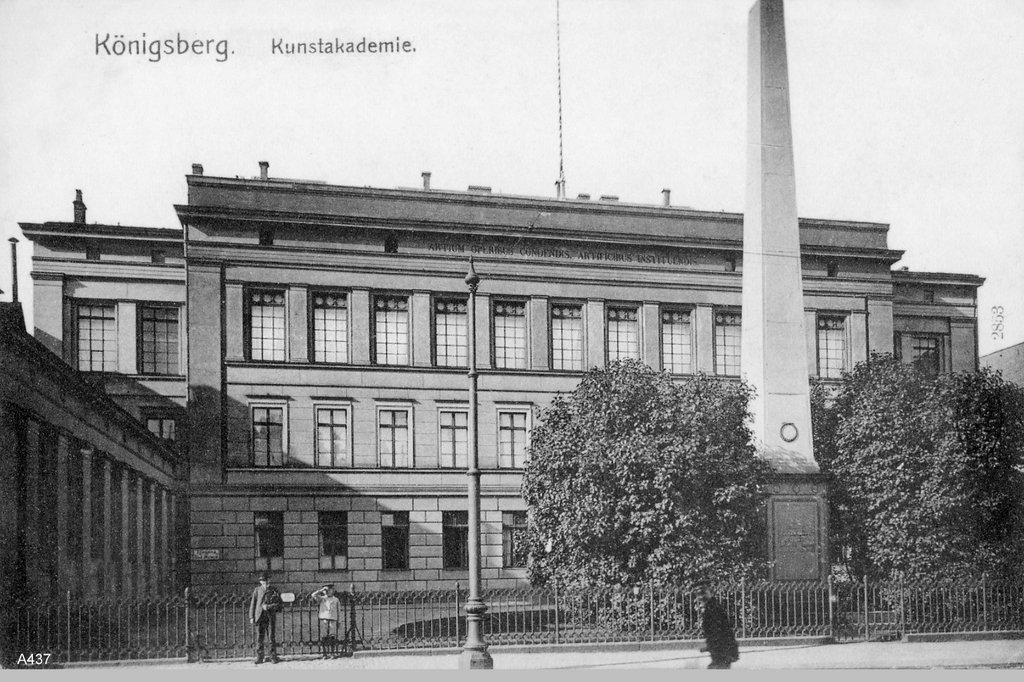
Одно из зданий Академии художеств, довоенное фото
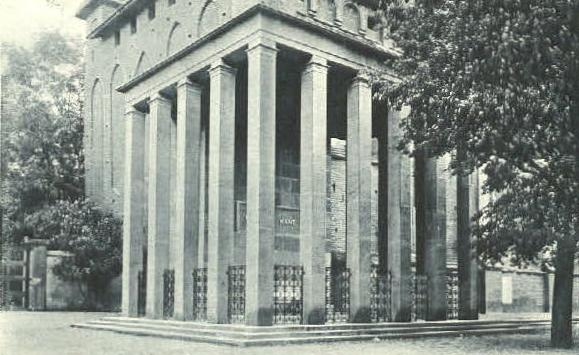
Могила Иммануила Канта, довоенное фото

## Научная деятельность
В 1926 году Ларс руководил археологическими раскопками фундаментов во дворе Кенигсбергского замка. В 1956 году вышла его книга по архитектуре «Кёнигсбергский замок», при написании которой использовалась часть рукописи, сохранившаяся у дочери Ларса Сабины, жившей в Южной Германии.